# إدي فيشر
إدي فيشر (بالإنجليزية: Eddie Fisher) (و. 1928 – 2010 م) هو ممثل، وموسيقي، ومغني، من الولايات المتحدة الأمريكية، ولد في فيلادلفيا، بنسيلفانيا، توفي في بيركيلي، كاليفورنيا، عن عمر يناهز 82 عاماً.

## الخدمة العسكرية
خدم في القوات البرية للولايات المتحدة.

## وصلات خارجية
- إدي فيشر على موقع IMDb (الإنجليزية)
- إدي فيشر على موقع ألو سيني (الفرنسية)
- إدي فيشر على موقع ميوزك برينز (الإنجليزية)
- إدي فيشر على موقع أول موفي (الإنجليزية)
- إدي فيشر على موقع قاعدة بيانات برودواي على الإنترنت (الإنجليزية)
- إدي فيشر على موقع قاعدة بيانات برودواي على الإنترنت (الإنجليزية)
- إدي فيشر على موقع قاعدة بيانات الأفلام السويدية (السويدية)
- إدي فيشر على موقع إن إن دي بي (الإنجليزية)
- إدي فيشر على موقع ديسكوغز (الإنجليزية)
- إدي فيشر على موقع قاعدة بيانات الفيلم (الإنجليزية)